# Le Chesnay

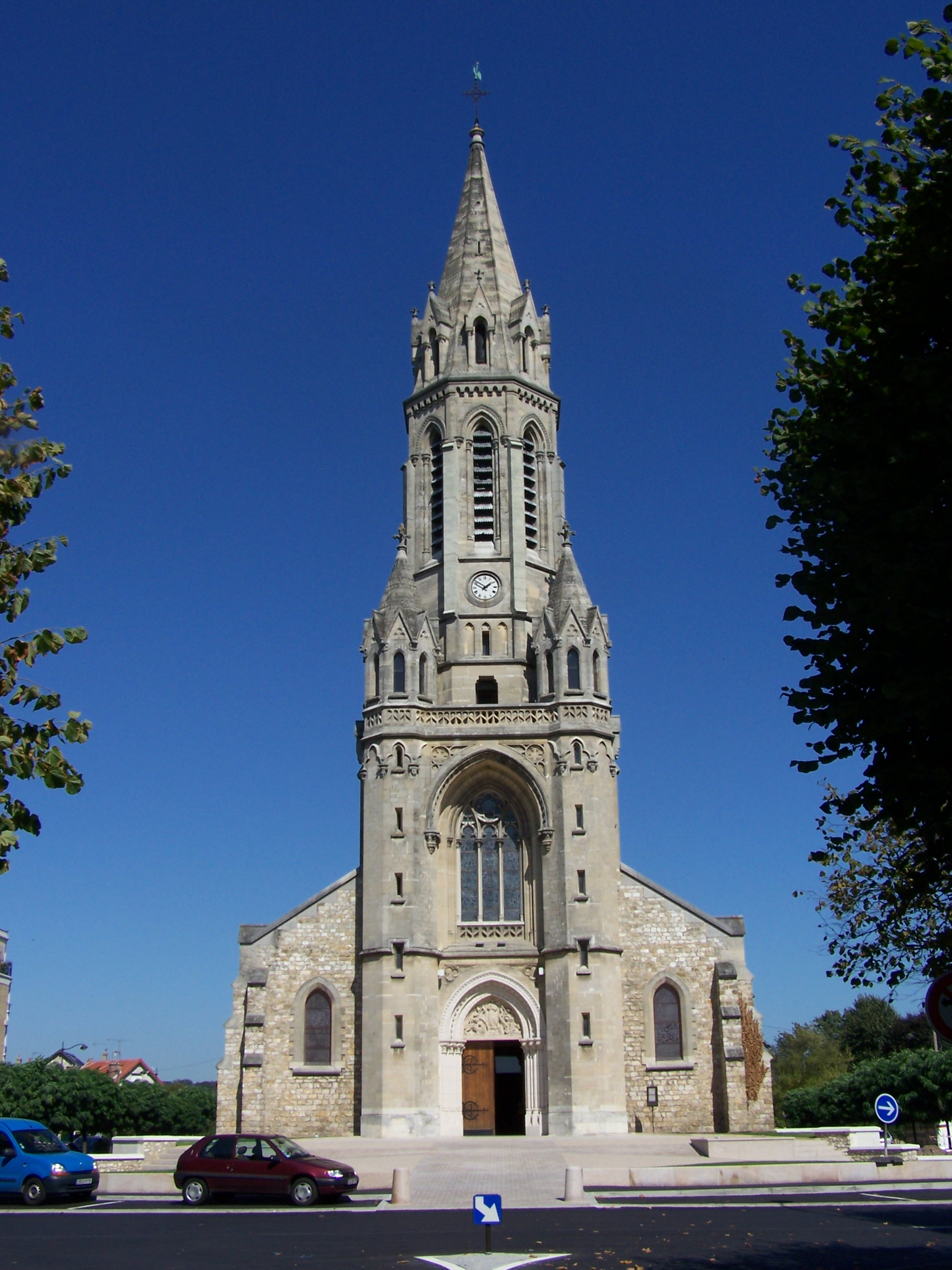
L'église Saint-Antoine-de-Padoue (Sankt Antonius av Paduas kyrka)

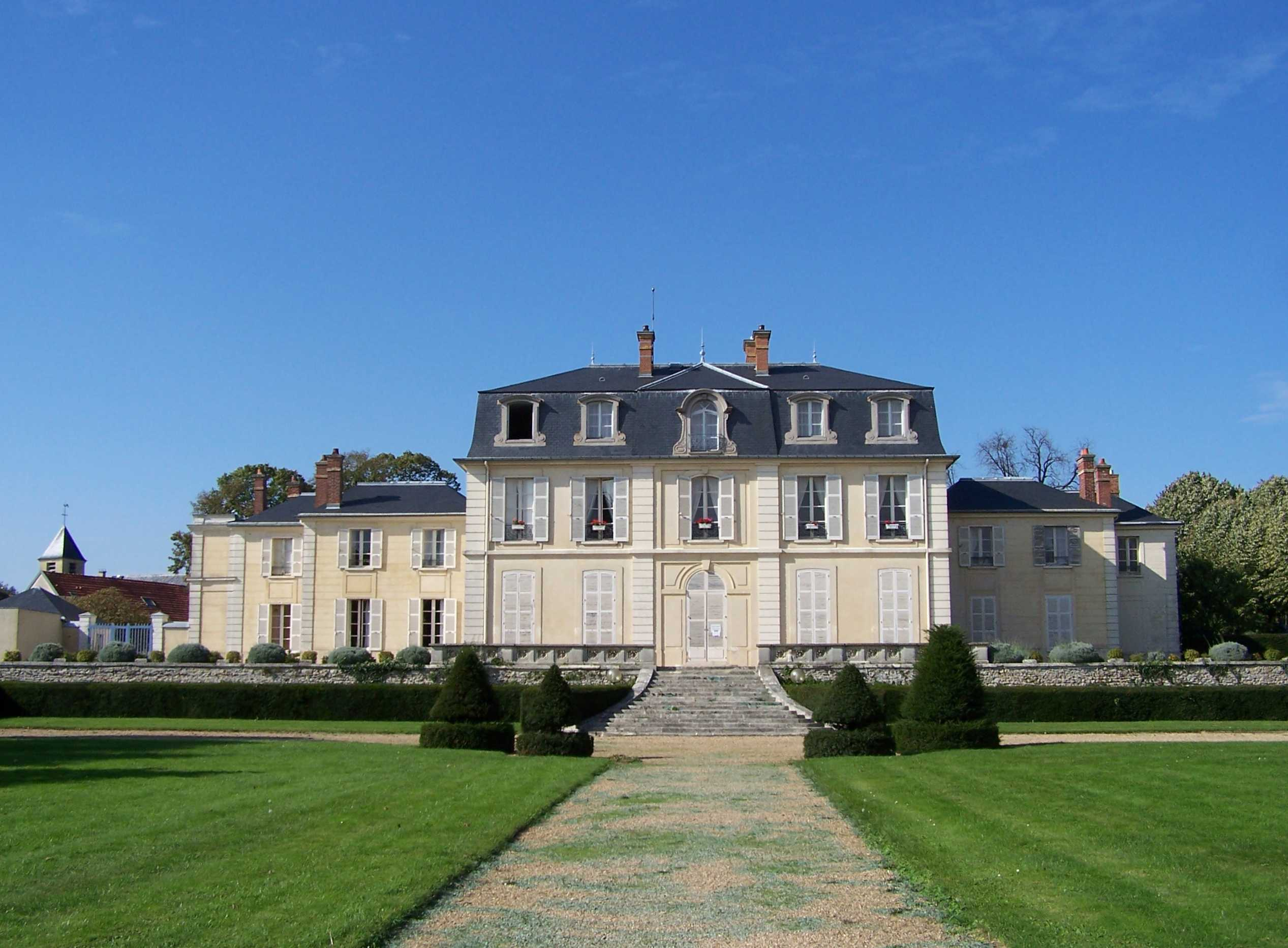
Château Aubert

Le Chesnay en kommun i departementet Yvelines i regionen Île-de-France i Frankrike. År 2018 hade Le Chesnay 27 683 invånare. Dess invånare kallas på franska Chesnaysiens (m) och Chenaysiennes (f).
Staden Chesneay är belägen 18 kilometer väster om landets huvudstad Paris. Angränsande kommuner är Vaucresson i nordost, Versailles i öst och sydost, Rocquencourt i väst och La Celle-Saint-Cloud i norr. En stor del av kommunen är i nordost täckt av ek- och kastanjeskogen Fonds-Maréchaux.

## Befolkningsutveckling
Antalet invånare i kommunen Le Chesnay
| Referens: INSEE |

## Bilder från Le Chesnay

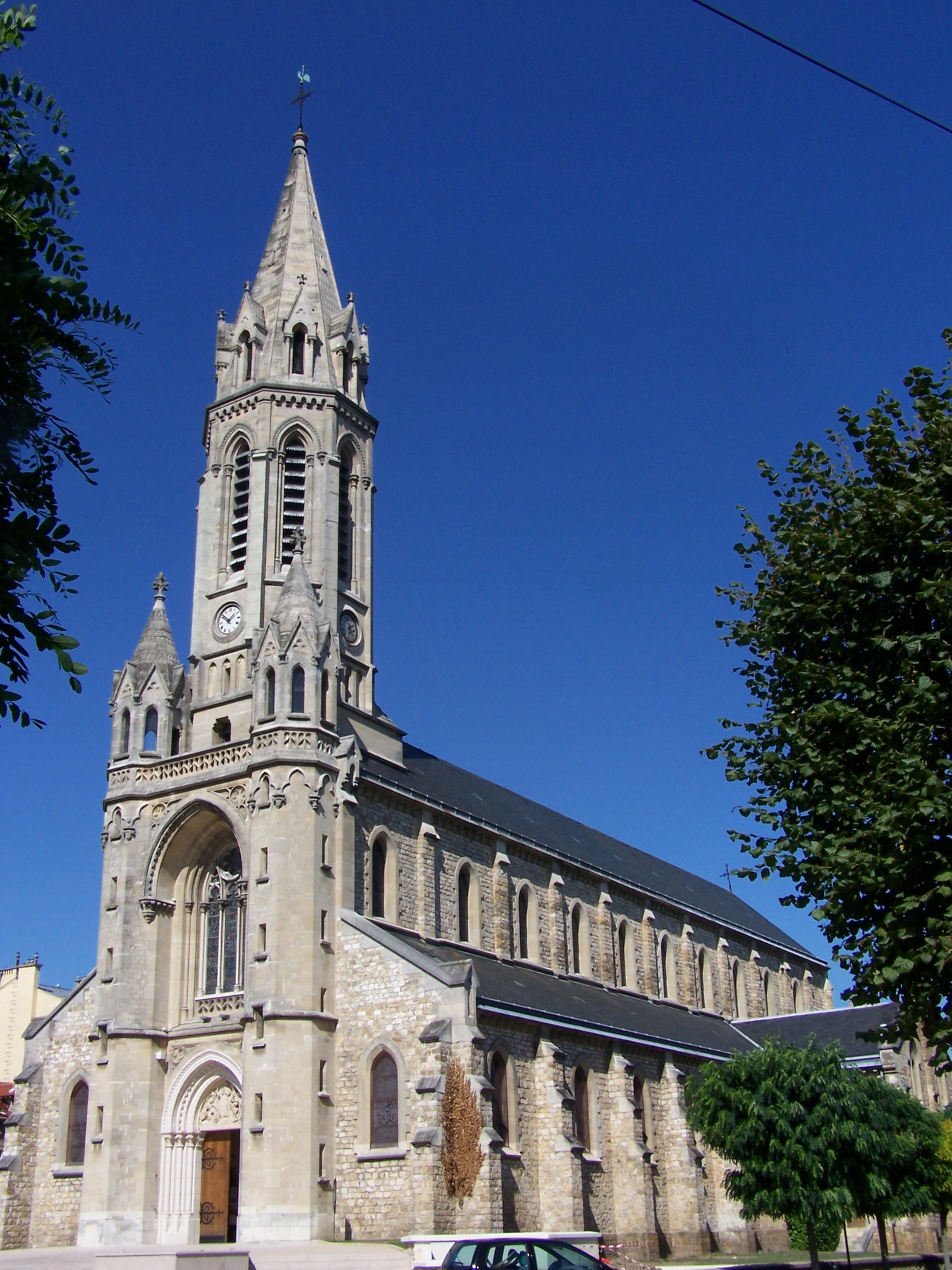
L'église Saint-Antoine-de-Padoue, vue latérale
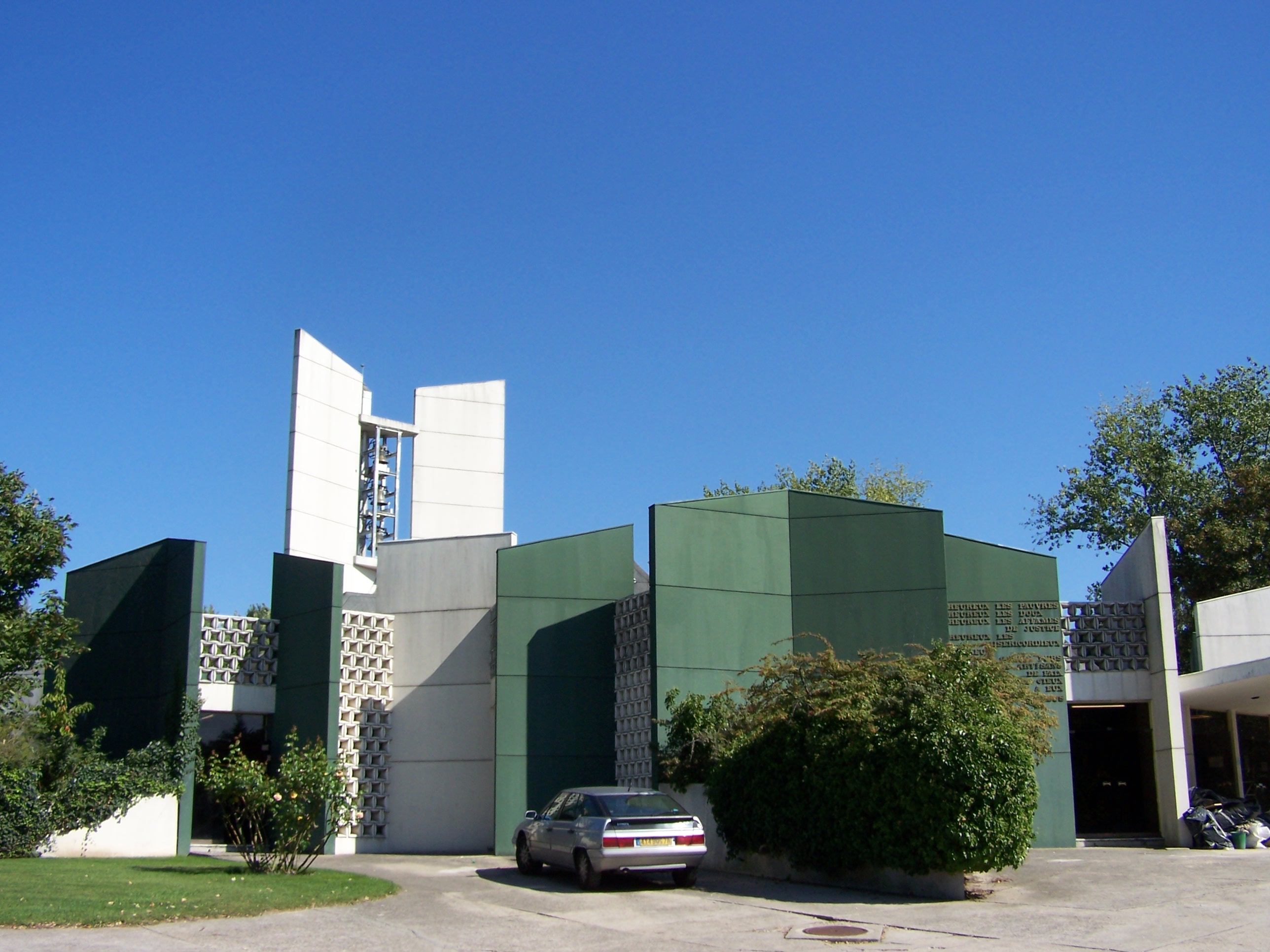
L'église Notre-Dame-de-la-Résurrection
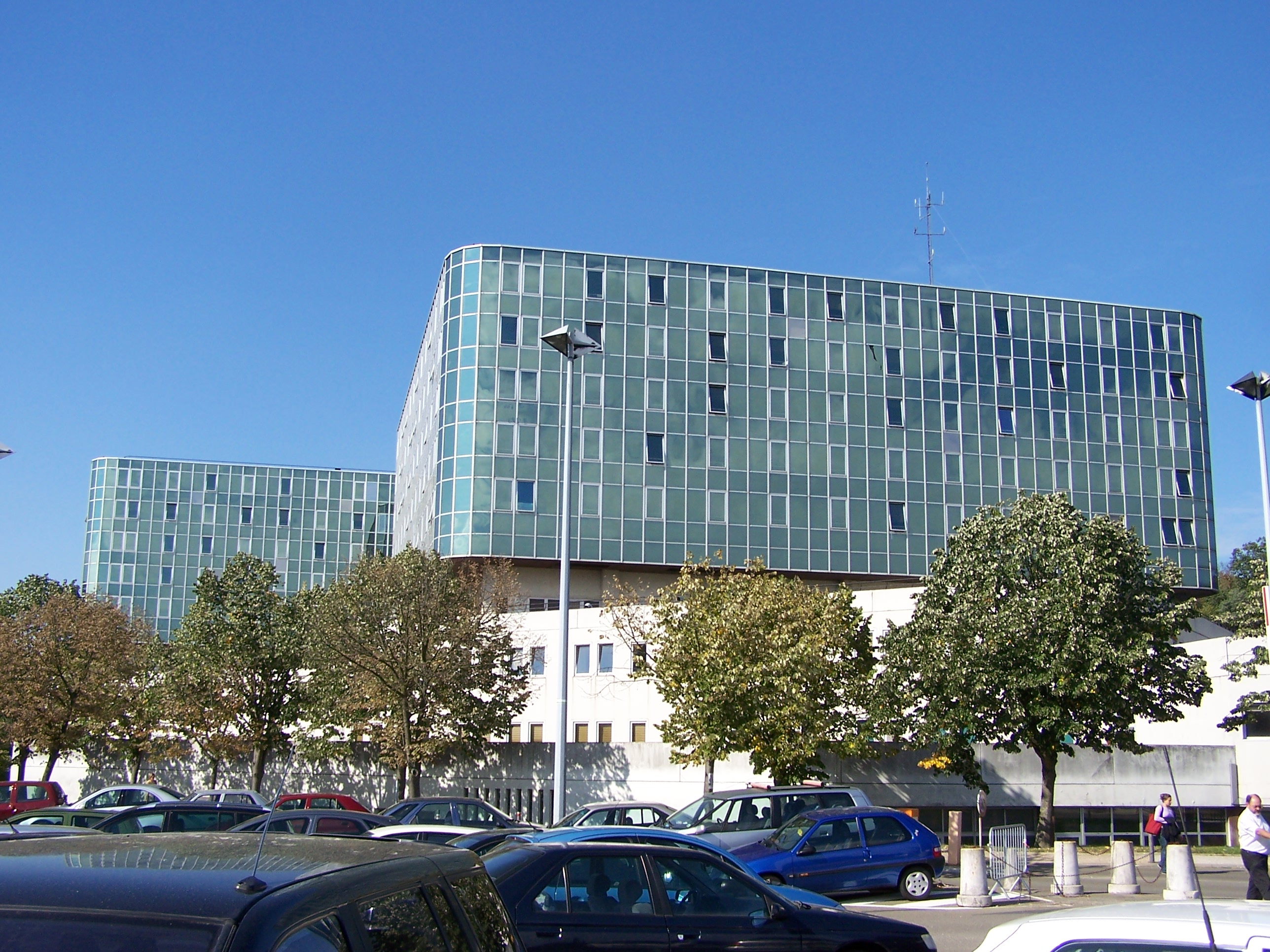
Le Centre hospitalier André Mignot, vue de l'entrée
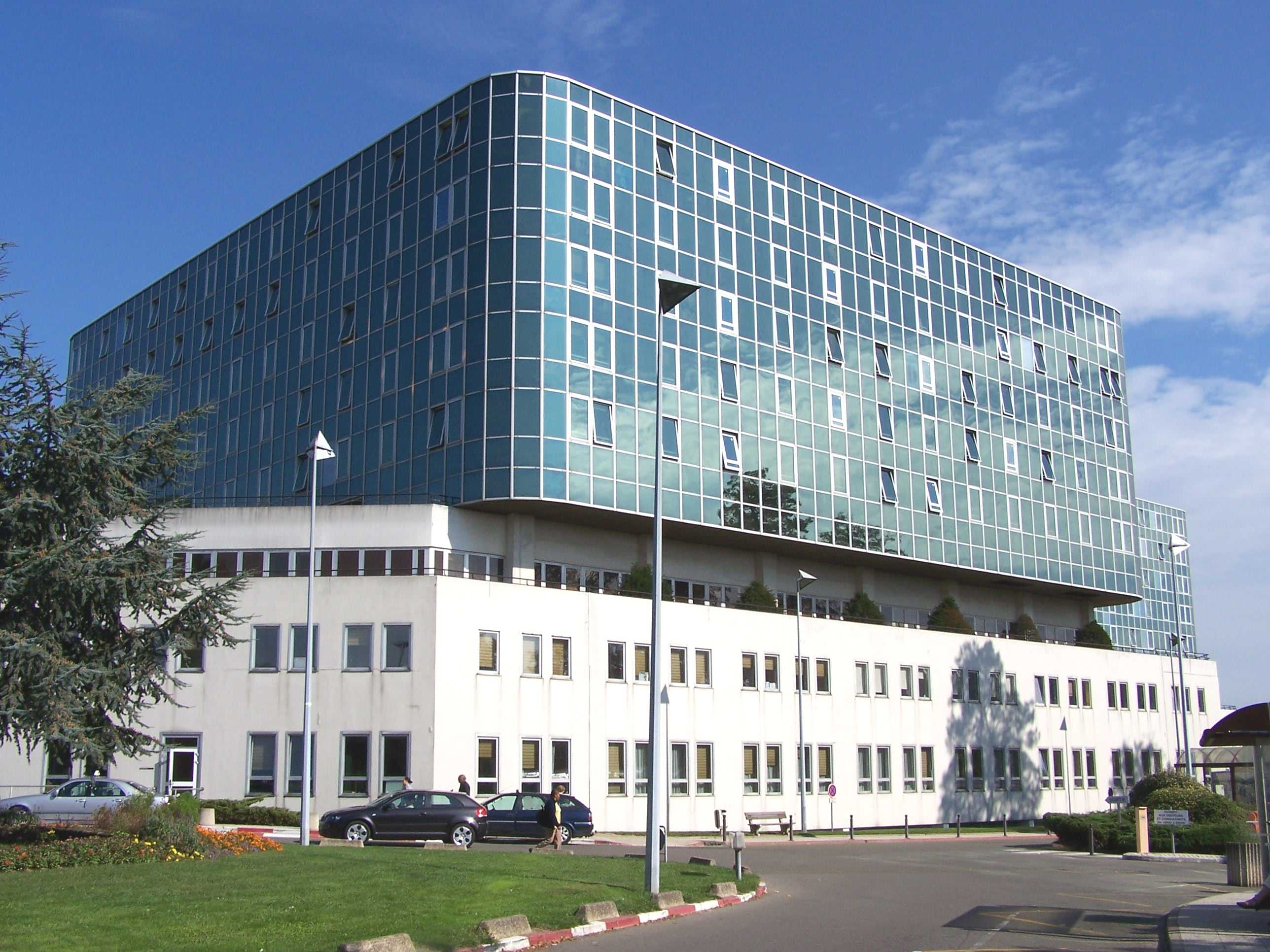
Le Centre hospitalier André Mignot
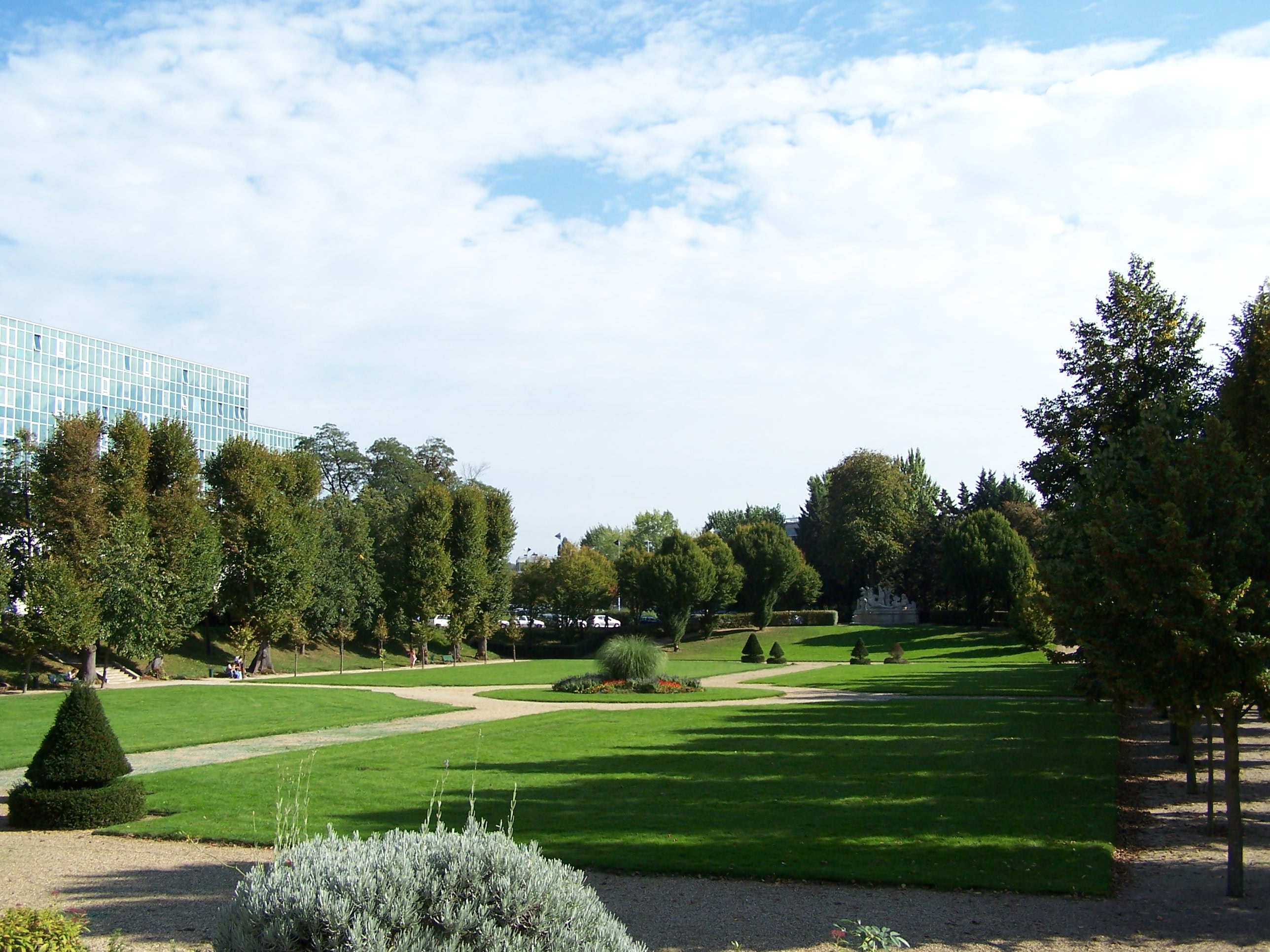
Le parc du château Aubert Sur le côté gauche, on aperçoit le Centre hospitalier
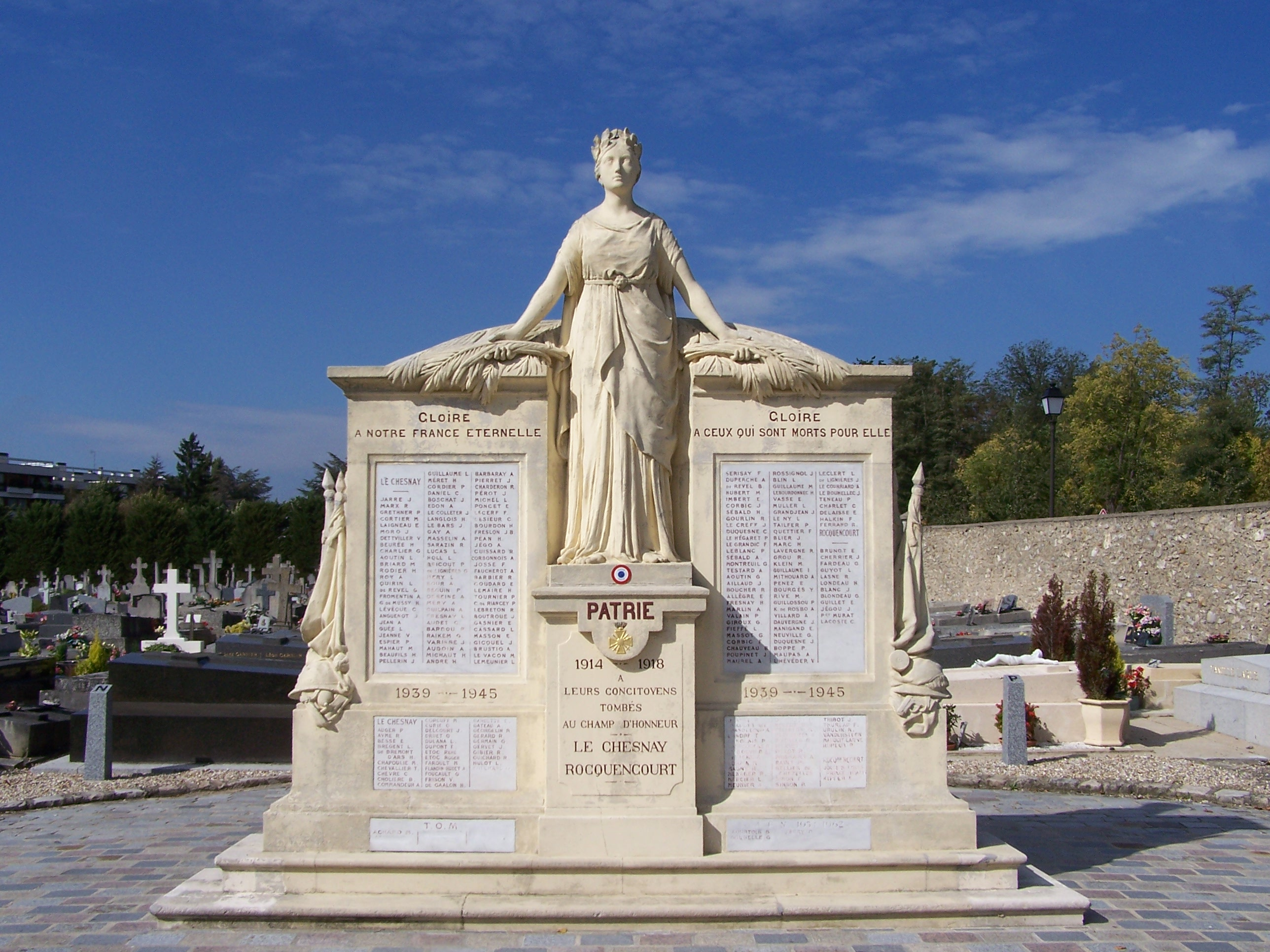
Le monument aux morts du Chesnay et de Rocquencourt